# Comtat de Douglas (Colorado)
Douglas és un comtat a l'estat de Colorado dels Estats Units. Segons el cens del 2020 tenia 357.978 habitants. El comtat rep el seu nom en honor al senador nord-americà Stephen A. Douglas. La seu del comtat és Castle Rock.
El comtat de Douglas forma part de l'àrea estadística metropolitana de Denver – Aurora – Lakewood. Es troba a mig camí entre les dues ciutats més poblades de Colorado, Denver i Colorado Springs, i conté una part d'Aurora, la tercera ciutat més poblada de l'estat. El comtat de Douglas té els ingressos familiars mitjans més alts de qualsevol comtat de Colorado o equivalent estadístic. Ocupa el setè lloc nacional en aquesta categoria.

## Història

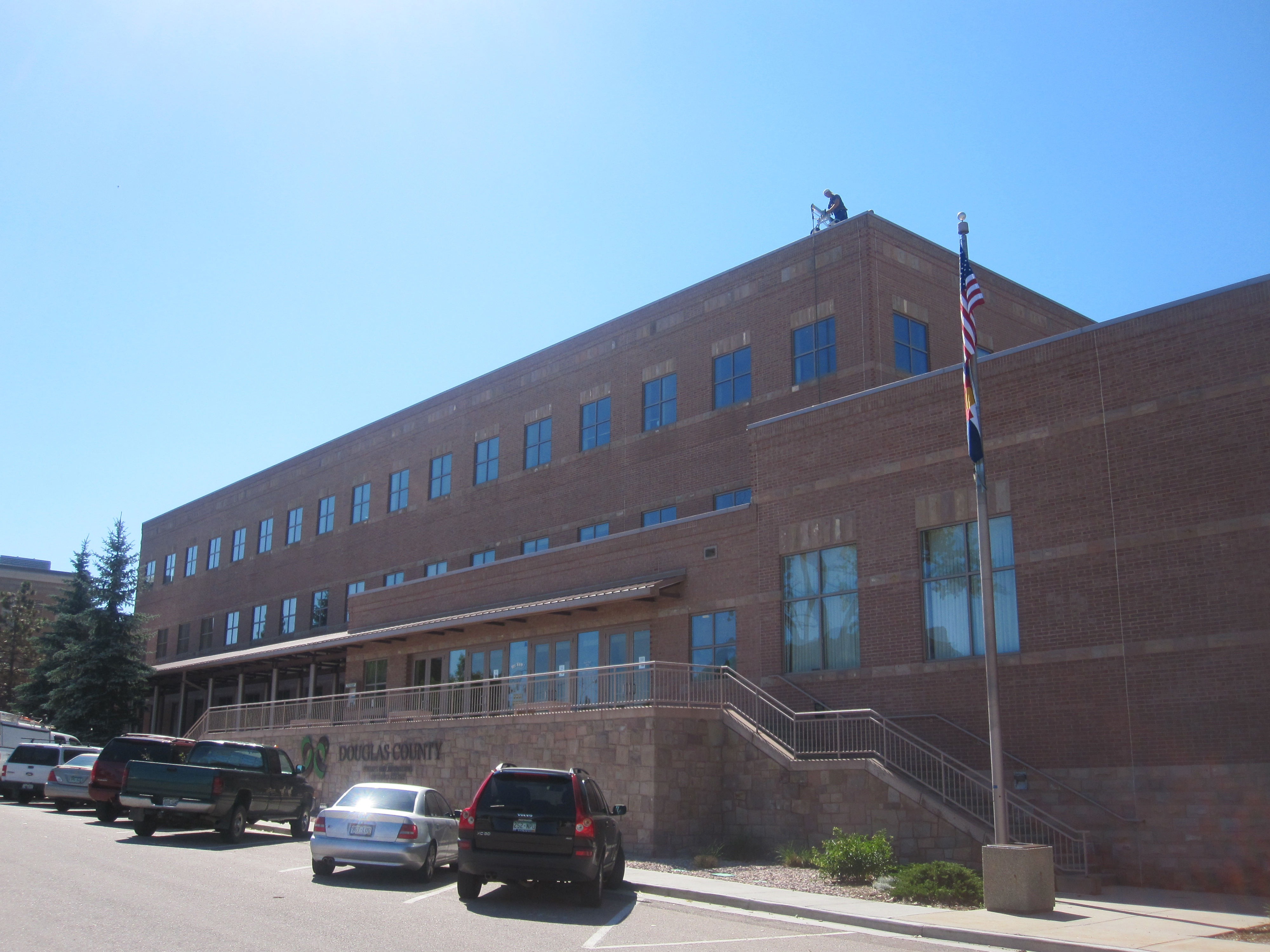
Segon edifici d'oficines del comtat de Douglas a Castle Rock

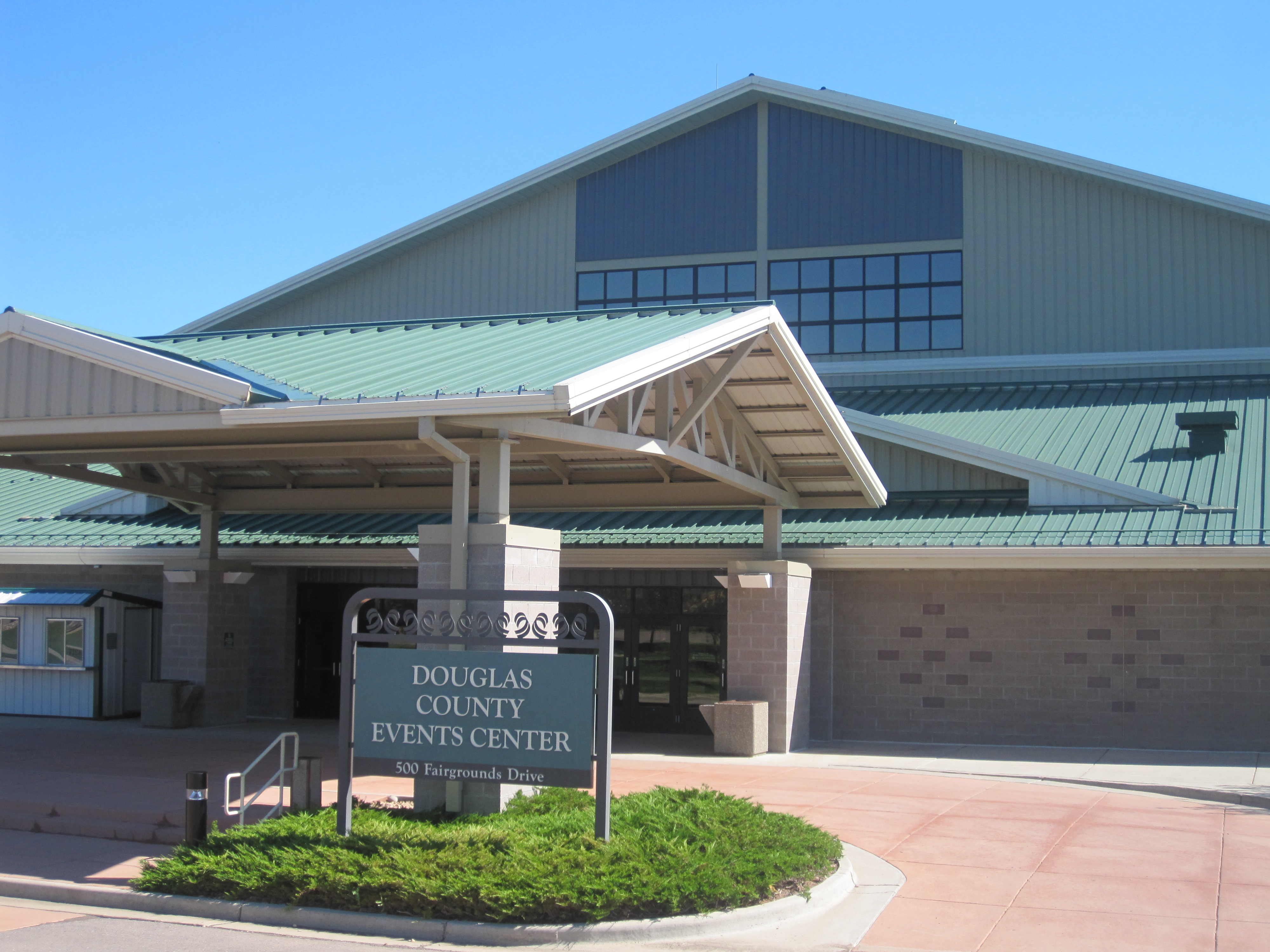
Centre d'esdeveniments i recinte firal del comtat de Douglas a Castle Rock

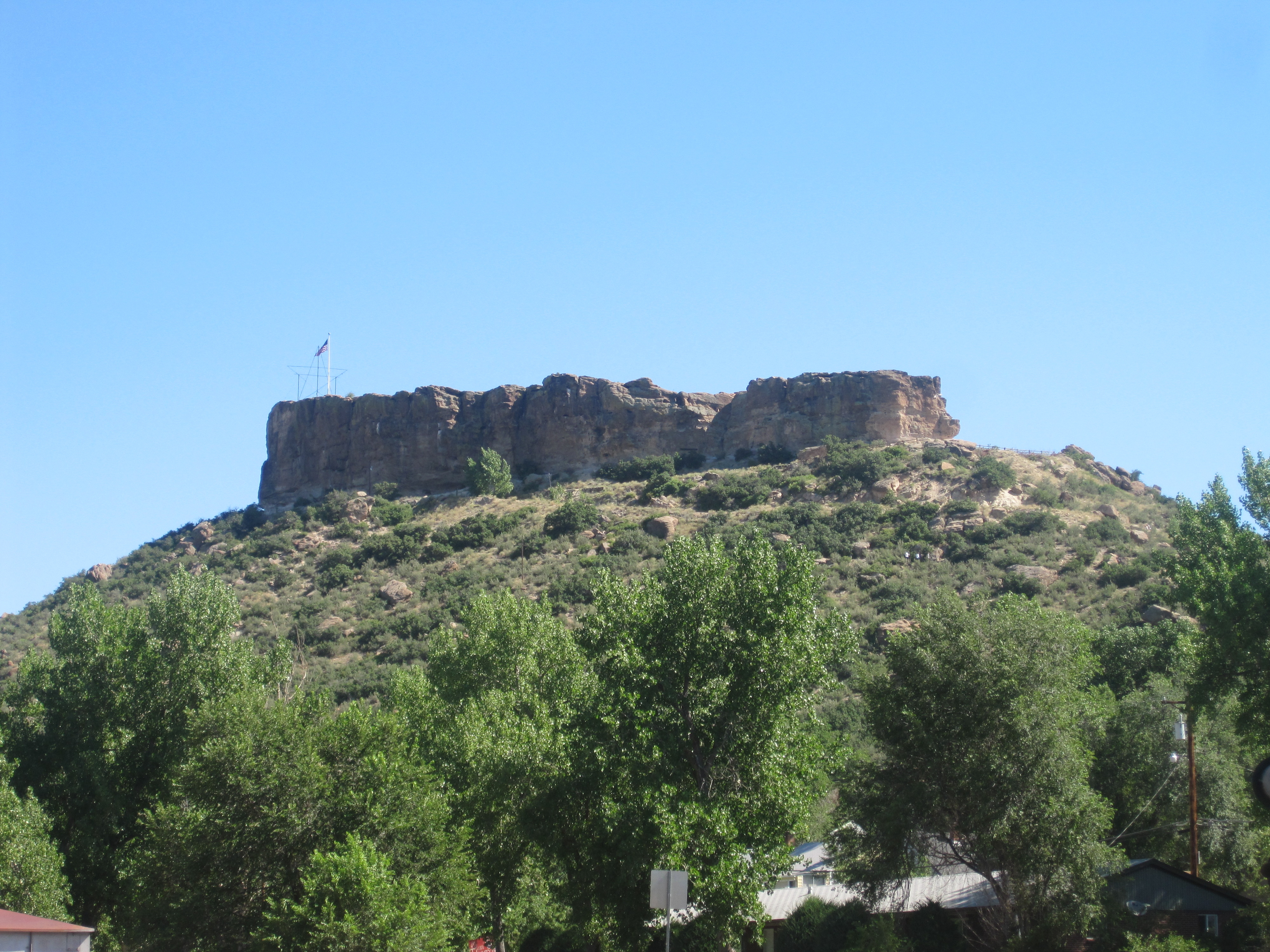
El "castell de roca" de Castle Rock, Colorado

El comtat de Douglas va ser un dels 17 comtats originals creats al territori de Colorado per la legislatura territorial de Colorado l'1 de novembre de 1861. El comtat rebé el seu nom en honor al senador nord-americà Stephen A. Douglas d'Illinois, que va morir cinc mesos abans de la creació del comtat. La seu del comtat era originalment Franktown, però es traslladà a California Ranch el 1863, i després a Castle Rock el 1874. Tot i que els límits del comtat originalment s'estenien cap a l'est fins a la frontera de l'estat de Kansas, el 1874, gran part de l'est del comtat va passar a formar part del comtat d'Elbert.

## Geografia
Segons l'Oficina del Cens el comtat té una superfície de 844 milles quadrades (2,190 km2), de les quals 841 milles quadrades (2,180 km2) són terra ferma i 2.6 milles quadrades (6.7 km2)   (0,3%) estan cobertes per les aigües.

### Comtats adjacents
- Comtat de Jefferson, oest
- Comtat d'Arapahoe, nord
- Comtat d'Elbert, est
- Comtat d'El Paso, sud
- Comtat de Teller, sud-oest

### Entitats de població
Ciutats
- Aurora (part)
- Castle Pines
- Littleton (part)
- Lone Tree

Towns
- Castle Rock
- Larkspur
- Parker

Llocs designats pel cens
- Acres Green
- Castle Pines Village
- Franktown
- Grand View Estates
- Highlands Ranch
- Louviers
- Meridian
- Meridian Village
- Perry Park
- Roxborough Park
- Sedalia
- Sierra Ridge
- Stepping Stone
- Sterling Ranch
- Stonegate
- The Pinery
- Westcreek

Antigues localitats designades pel cens
- Carriage Club (ara part de Lone Tree)
- Cottonwood (ara part de Parker)
- Heritage Hills (ara part de Lone Tree)

Altres comunitats no incorporades
- Dakan
- Deckers
- Greenland

### Parcs i àrees recreatives
Cherokee Ranch and Castle és una propietat privada de 3.400 acres que forma un espai obert de 12.000 acres amb Highlands Ranch Backcountry i Daniels Park. La zona acull una gran varietat d'animals i el bosc petrificat Cherokee Ranch.
The Prairie Canyon Ranch, al km 4620 de la carretera CO-83, a unes 10 milles (16 km) al sud de Franktown, és un espai obert del comtat de Douglas. És un ranxo de 978 acres (3.96 km2), obert al públic en esdeveniments especials.

## Demografia
Segons el cens del 2000 al comtat hi havia 175.766 persones, 60.924 llars i 49.835 famílies, resultant una densitat de 81 habitants/km² (209 habitants/milla quadrada). Els 63.333 habitatges tenien una mitjana de 29 habitatges/km² (75 habitatges/milla quadrada). El perfil racial del comtat era d'un 92,77% de blancs, un 2,51% d'asiàtics, un 0,95% d'afroamericans, un 0,41% de nadius americans, un 1,49% d'altres races i un 1,88% de dues o més races. Els hispans o llatins de qualsevol raça representaven el 5,06% de la població.
De les 60.924 llars, en un 47,2% hi vivien menors de 18 anys, en un 73,8% hi vivien parelles casades, en un 5,7% dones solteres i un 18,2% no eren famílies. Un 13,3% dels habitatges només hi vivia una persones; i en l'1,9% hi vivien persones soles de 65 anys o més. De mitjana a cada habitatge hi vivien 2,88 persones, ascendint a 3,19 en el cas dels habitatges ocupats per famílies.
Per edats la població es repartia en les següents classes etàries: un 31,6% tenia menys de 18 anys, un 4,8% entre 18 i 24, un 37,9% entre 25 i 44, un 21,6% entre 45 i 60 i un 4,2% 65 anys o més. La mitjana d'edat era de 34 anys. Per cada 100 dones, hi havia 99,7 homes. Per cada 100 dones de 18 o més anys hi havia 97,4 homes.
L'ingrés medià d'una llar del comtat era de 82.929 $ i per a una família de 88.482 $ (aquestes xifres havien augmentat a 93.819 $ i 102.767 $, respectivament, segons una estimació de 2007 ). Els homes tenien una renda mediana de 60.729 $ mentre que la de les dones era de 38.965 $. La renda per capita del comtat era de 34.848 $. Un 1,6% de les famílies i el 2,1% de la població estaven per davall del llindar de pobresa, incloent l'1,9% dels menors de 18 anys i el 3,7% dels 65 o més.

### Salut i longevitat
L'any 2021 l'US News & World Report considerà que el comtat de Douglas era el segon més saludable de 3.143 comtats i equivalents de comtat dels Estats Units d'acord amb 84 factors diferents. Els residents del comtat vivien 84,0 anys de mitjana en comparació amb la mitjana dels EUA de 77,5 anys.

## Eleccions
Com a comtat principalment suburbà, el comtat de Douglas fa temps que és un reconegut bastió republicà. A les eleccions del 2012 Mitt Romney va obtenir el 62% dels vots. Tanmateix, el comtat de Douglas s'ha tornat més competitiu en els últims anys, amb Donald Trump guanyant el 55% dels vots del comtat el 2016 i només el 52% dels vots el 2020 i el 2024. El 2024 Kamala Harris aconseguí la quota de vot més alta per a un candidat presidencial demòcrata al comtat des de 1964.
El 2022 el governador demòcrata en funcions Jared Polis va perdre el comtat per un estret marge, guanyant gairebé el 49% dels vots. Tanmateix, la força demòcrata es restringeix sobretot al nord del comtat, incloent Highlands Ranch, Lone Tree i Meridian, mentre que la resta del comtat és encara fortament republicà.

## Educació

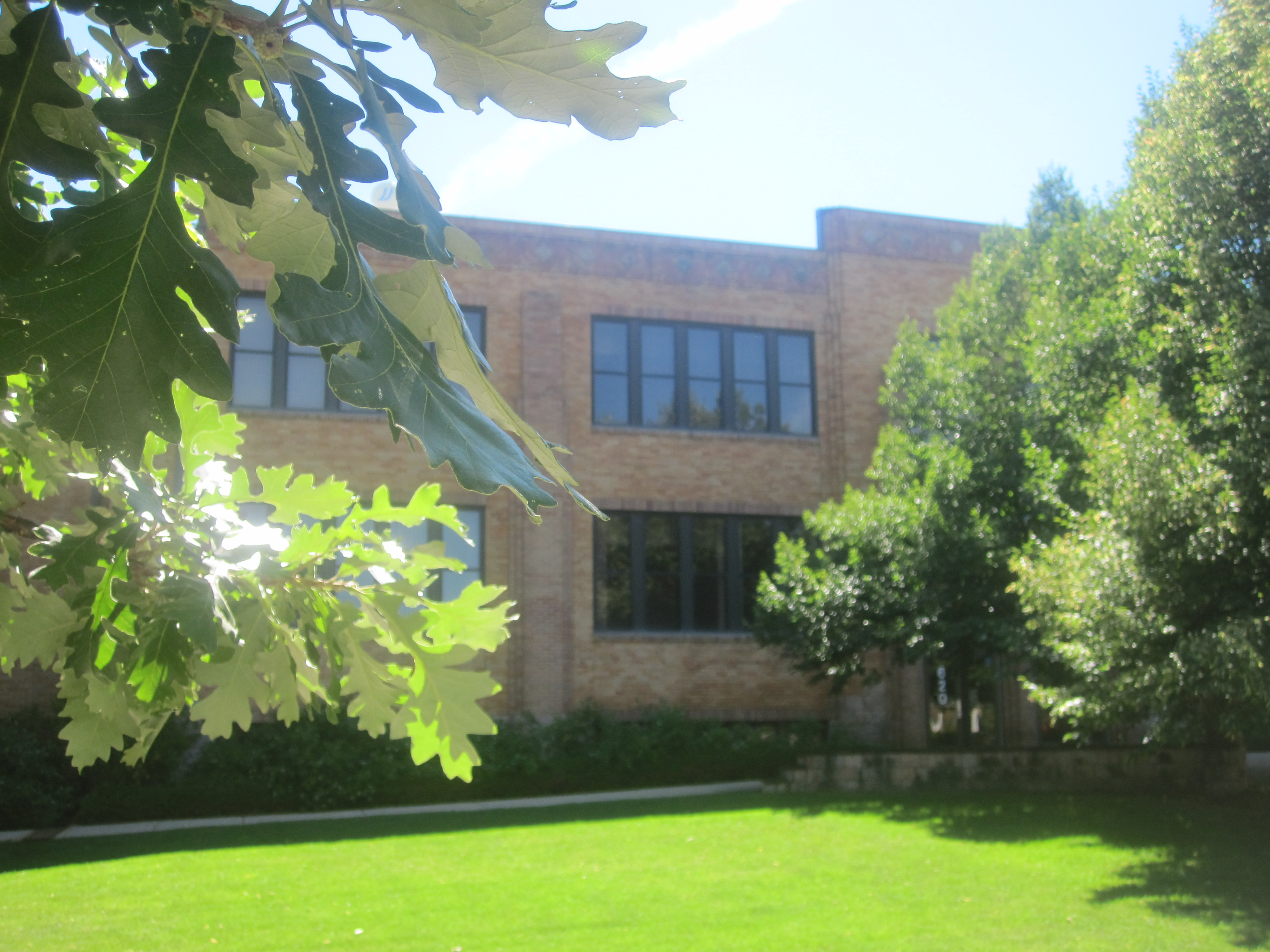
Oficina del districte escolar del comtat de Douglas a Castle Rock

El comtat de Douglas està representat pel districte escolar del comtat de Douglas RE-1, que cobreix tot el comtat. És el tercer districte escolar més gran de Colorado. A més de les escoles tradicionals de barri, el districte inclou setze escoles charter, quatre escoles d'opció i una escola en línia. Les escoles tenen una puntuació general alta a la zona.
El Centre Universitari de Chaparral a Parker ofereix cursos a través de l'Arapahoe Community College, la Universitat de Colorado Denver, la Universitat de la Universitat de Denver i el Districte Escolar del Comtat de Douglas. La Universitat de Phoenix té un campus a Lone Tree.

### Biblioteques
El sistema de biblioteques del comtat de Douglas té set sucursals a tot el comtat. La biblioteca també acull el Centre d'Investigació Història del Comtat de Douglas, que recull i conserva la història del Comtat de Douglas, High Plains, l'àrea de Divide de Front Range i l'Estat de Colorado, per proporcionar recursos d'investigació històrica al públic.

## Economia
Segons l'Informe Financer Anual Complet de 2015 del comtat, els principals ocupadors del comtat són:
| Posició | Ocupador                                     | Nombre d'empleats |
| ------- | -------------------------------------------- | ----------------- |
| 1       | Districte escolar del comtat de Douglas RE-1 | 5.563             |
| 2       | Charles Schwab Corporation                   | 2.400             |
| 3       | EchoStar                                     | 2.010             |
| 4       | CH2M Hill                                    | 1.660             |
| 5       | HealthONE : Sky Ridge Medical Center         | 1.220             |
| 6       | Western Union                                | 1.210             |
| 7       | Govern del comtat de Douglas                 | 1.146             |
| 8       | Centura Health: Hospital Adventista Parker   | 1.110             |
| 9       | Information Handling Services /Accuris       | 980               |
| 10      | Specialized Loan Servicing                   | 940               |

El comtat de Douglas ha estat reconegut per diverses publicacions periòdiques nacionals:
- El 18 d'agost de 2009 la revista Money va classificar el comtat de Douglas com el cinquè als Estats Units per a "Creixement laboral durant els darrers vuit anys",[28]
- American City Business Journals (ACBJ) va classificar el comtat de Douglas en quart lloc a la nació per "Qualitat de vida", maig de 2004[29]
- SchoolDigger.com va classificar el districte escolar del comtat de Douglas al número u a l'àrea metropolitana de Denver i al número 12 a Colorado segons les puntuacions de les proves de 2009. Els rànquings dels districtes escolars es van determinar fent la mitjana de les classificacions de les escoles individuals dins de cadascun dels 122 districtes avaluats.[30]